# Lijst van indianenreservaten in Nevada
Dit is een lijst van indianenreservaten in de Amerikaanse staat Nevada. In totaal bevinden zich 31 indianenreservaten in de staat.

## Lijst
| Reservaat                                          | Stam                                                                               | County('s)                                             |
| -------------------------------------------------- | ---------------------------------------------------------------------------------- | ------------------------------------------------------ |
| Battle Mountain Indian Colony                      | Te-Moak Tribe of Western Shoshone Indians of Nevada                                | Lander                                                 |
| Carson Indian Colony                               | Washoe Tribe of Nevada and California                                              | Carson City                                            |
| Dresslerville Indian Colony                        | Washoe Tribe of Nevada and California                                              | Douglas                                                |
| Duck Valley Indian Reservation                     | Shoshone-Paiute Tribes of the Duck Valley Reservation                              | Elko en Owyhee (Idaho)                                 |
| Duckwater Indian Reservation                       | Duckwater Shoshone Tribe of the Duckwater Reservation                              | Nye                                                    |
| Elko Indian Colony                                 | Te-Moak Tribe of Western Shoshone Indians of Nevada                                | Elko                                                   |
| Ely Indian Colony                                  | Ely Shoshone Tribe of Nevada                                                       | White Pine                                             |
| Fallon Indian Colony                               | Paiute-Shoshone Tribe of the Fallon Reservation and Colony                         | Churchill                                              |
| Fallon Indian Reservation                          | Paiute-Shoshone Tribe of the Fallon Reservation and Colony                         | Churchill                                              |
| Fort McDermitt Indian Reservation                  | Fort McDermitt Paiute and Shoshone Tribes of the Fort McDermitt Indian Reservation | Humboldt en Malheur (Oregon)                           |
| Fort McDermitt Indian Reservation (Hog John Ranch) | Fort McDermitt Paiute and Shoshone Tribes of the Fort McDermitt Indian Reservation | Humboldt                                               |
| Fort Mojave Indian Reservation                     | Fort Mojave Indian Tribe of Arizona                                                | Clark, San Bernardino (Californië) en Mohave (Arizona) |
| Goshute Indian Reservation                         | Confederated Tribes of the Goshute Reservation                                     | White Pine en Juab (Utah)                              |
| Las Vegas Indian Colony                            | Las Vegas Tribe of Paiute Indians of the Las Vegas Indian Colony                   | Clark                                                  |
| Las Vegas Indian Reservation                       | Las Vegas Tribe of Paiute Indians of the Las Vegas Indian Colony                   | Clark                                                  |
| Lovelock Indian Colony                             | Lovelock Paiute Tribe of the Lovelock Indian Colony                                | Pershing                                               |
| Moapa River Indian Reservation                     | Moapa Band of Paiute Indians of the Moapa River Indian Reservation                 | Clark                                                  |
| Pyramid Lake Indian Reservation                    | Pyramid Lake Paiute Tribe of the Pyramid Lake Reservation                          | Washoe                                                 |
| Reno/Sparks Indian Colony                          | Reno-Sparks Indian Colony                                                          | Washoe                                                 |
| Reno/Sparks Indian Colony (Hungry Valley)          | Reno-Sparks Indian Colony                                                          | Washoe                                                 |
| South Fork Indian Reservation                      | Te-Moak Tribe of Western Shoshone Indians of Nevada                                | Elko                                                   |
| South Fork Indian Reservation (Odgers Ranch)       | Te-Moak Tribe of Western Shoshone Indians of Nevada                                | Elko                                                   |
| Stewart Indian Colony                              | Washoe Tribe of Nevada and California                                              | Carson City                                            |
| Summit Lake Indian Reservation                     | Summit Lake Paiute Tribe of Nevada                                                 | Humboldt                                               |
| Timbisha-Shoshone Tribe                            | Death Valley Timbi-sha Shoshone Tribe                                              | Esmeralda en Nye                                       |
| Walker River Indian Reservation                    | Walker River Paiute Tribe of the Walker River Reservation                          | Churchill, Lyon en Mineral                             |
| Wells Indian Colony                                | Te-Moak Tribe of Western Shoshone Indians of Nevada                                | Elko                                                   |
| Winnemucca Indian Colony                           | Winnemucca Indian Colony of Nevada                                                 | Humboldt                                               |
| Yerington Indian Colony                            | Yerington Paiute Tribe of the Yerington Colony & Campbell Ranch                    | Lyon                                                   |
| Yerington Indian Reservation (Campbell Ranch)      | Yerington Paiute Tribe of the Yerington Colony & Campbell Ranch                    | Lyon                                                   |
| Yomba Indian Reservation                           | Yomba Shoshone Tribe of the Yomba Reservation                                      | Nye                                                    |